# Desarranjo
Em análise combinatória, um desarranjo, também conhecido como permutação caótica ou derangement (do francês) é uma espécie de permutação em que nenhum elemento do conjunto permanece na mesma posição. Formalmente falando, um desarranjo é uma bijeção {\displaystyle \phi :S\to S\,} em um conjunto finito {\displaystyle S\,} que não possui pontos fixos. O número de diferentes desarranjos em um conjunto de n elementos é definido como o subfatorial de n e é denotado {\displaystyle !n\,}. O problema de contar desarranjos foi primeiramente considerado por Pierre Raymond de Montmort em 1708 e resolvido em 1713. Nicholas Bernoulli obteve o mesmo resultado na mesma época.

## Exemplos
Os dois possíveis desarranjos das três letras da palavra "lua":
- ual
- alu

Os nove possíveis desarranjos das quatro letras da palavra "cano":
- acon, anoc, aocn
- ncoa, noca, noac
- ocan, onca, onac

## Subfatoriais

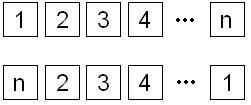
O enésimo elemento troca de posição com o primeiro elemento.

Defina {\displaystyle d_{n}:=!n\,} o número de possíveis desarranjos para um conjunto de {\displaystyle n\,} elementos. Podemos encontrar uma relação de recorrência para {\displaystyle d_{n}\,} usando o método de inclusão-exclusão. É fácil calcular os primeiros valores de {\displaystyle d_{n}\,}:
- {\displaystyle d_{1}=0\,}
- {\displaystyle d_{2}=1\,}
- {\displaystyle d_{3}=2\,}
- {\displaystyle d_{4}=9\,}

Considere agora os possíveis desarranjos do conjunto {\displaystyle \{1,2,3,\ldots ,n\}} e divida-os em duas classes:
1. Os desarranjos em que o elemento n assume a posição de um elemento {\displaystyle k\,} e o elemento k assume a posição de n. Exemplo: 1234 → 4321.
2. Os desarranjos em que o elemento n assume a posição de um elemento {\displaystyle k\,} e o elemento k não assume a posição de n. Exemplo: 1234 → 4312

- O número de desarranjos na classe 1 deve ser igual ao número de desarranjos de um conjunto com {\displaystyle n-2\,} elementos para cada possível posição que o enésimo elemento pode assumir, ou seja: {\displaystyle (n-1)d_{n-2}\,}.
- O número de desarranjos na classe 2 deve ser igual ao número de desarranjos de um conjunto com {\displaystyle n-1\,} elementos para cada possível posição que o enésimo elemento pode assumir, ou seja: {\displaystyle (n-1)d_{n-1}\,}. Para chegar a esta conclusão, observar que se o enésimo elemento assume a posição k, podemos permutar k com n e realizar os desarranjos no conjunto {\displaystyle \{1,2,\ldots ,k-1,k+1,k+2,\ldots ,n-1,k\}}.

A seqüência dos subfatoriais é, portanto, unicamente determinada pela sua relação de recorrência e pelos dois valores iniciais:
- {\displaystyle \left\{{\begin{array}{l}d_{1}=0\\d_{2}=1\\d_{n}=(n-1)\left(d_{n-1}+d_{n-2}\right)\end{array}}\right.}

## Relação com o fatorial
É importante observar que o fatorial, {\displaystyle n!\,} satisfaz a mesma relação, já que:
- {\displaystyle (n-1)\left[(n-1)!+(n-2)!\right]=(n-1)(n-1)!+(n-1)!=n(n-1)!=n!}

Assim, é natural definir:
- {\displaystyle f_{n}={\frac {d_{n}}{n!}}}

A seqüência {\displaystyle f_{n}\,}, assim definida satisfaz:
- {\displaystyle f_{n}-f_{n-1}=-{\frac {1}{n}}\left(f_{n-1}-f_{n-2}\right)}

Introduzimos, então, mais uma seqüência, {\displaystyle g_{n}=f_{n}-f_{n-1}}, que satisfaz:
- {\displaystyle g_{n}=-{\frac {1}{n}}g_{n-1}}

Como {\displaystyle g_{2}=f_{2}-f_{1}={\frac {1}{2}}d_{2}-d_{1}={\frac {1}{2}}}, é fácil ver que:
- {\displaystyle g_{k}={\frac {(-1)^{k}}{k!}},~~n\geq 2}

E, portanto,
- {\displaystyle {\begin{array}{rcl}f_{n}&=&f_{1}+(f_{2}-f_{1})+(f_{3}-f_{2})+\ldots (f_{n}-f_{n-1})\\&=&0+g_{2}+g_{3}+\ldots +g_{n}\\&=&\displaystyle \sum _{k=2}^{n}g_{k}=\sum _{k=2}^{n}{\frac {(-1)^{k}}{k!}}=\sum _{k=0}^{n}{\frac {(-1)^{k}}{k!}}\end{array}}}

Assim, obtemos, uma expressão para {\displaystyle !n\,}
- {\displaystyle !n=d_{n}=n!f_{n}=\sum _{k=0}^{n}(-1)^{k}{\frac {n!}{k!}}}

## Relação com o número de Euler
Se observarmos que
{\displaystyle \sum _{k=0}^{\infty }(-1)^{k}{\frac {1}{k!}}=e^{-1}}
podemos escrever:
- {\displaystyle !n=d_{n}={\frac {n!}{e}}-\sum _{k=n+1}^{\infty }(-1)^{k}{\frac {n!}{k!}}}

O termo mais direita pode ser estimado pelo teste da série alternada:
- {\displaystyle \left|\sum _{k=n+1}^{\infty }(-1)^{k}{\frac {n!}{k!}}\right|\leq {\frac {1}{n+1}}}

E assim, temos:
- {\displaystyle \left|!n-{\frac {n!}{e}}\right|\leq {\frac {1}{n+1}}<1/2,~~n\geq 2}

E portanto é fácil concluir que
- {\displaystyle !n=\left[{\frac {n!}{e}}\right]}

onde {\displaystyle \left[x\right]} representa o inteiro mais próximo de {\displaystyle x\,}.